# Didgori-2
Дидгори-2 (груз. დიდგორი 2) — Бронетранспортёр из семейства бронемашин Дидгори, разработанных в Грузии. Название выбрано в честь Дидгорской битвы.

## История создания и производства
Бронемашина была разработана в 2011 году государственным военным научно-техническим центром Дельта, имеющим в своем составе практически все оборонные предприятия и научно-исследовательские институты Грузии, такие как Тбилисский авиазавод , Тбилисский танкоремонтный завод
14 бронемашин «Дидгори» и «Дидгори-2» были впервые показаны на параде в Тбилиси 26 мая 2011 года, в день независимости Грузии.
Дизайнером Didgori-2 является Звиад Циколия

## Конструкция
Бронемашина собрана на базе американского пикапа Ford F-Series.
Бронемашина имеет обычную компоновку с передним расположением двигателя, отделением управления в средней части машины, в кормовой части машины расположено десантное отделение. Экипаж машины состоит из 3 человек, предусмотрена возможность перевозки 6 пехотинцев. Корпус бронемашины сварной, изготовлен из стальных броневых листов. Бронирование обеспечивает защиту от огня из стрелкового оружия и осколков артиллерийских снарядов. В бортах боевого отделения имеется две двери для водителя и командира машины, третья дверь для посадки и высадки десанта находится в корме машины. Лобовое стекло пуленепробиваемое.
На крыше могут быть установлены различные виды оружия: например, 40-мм автоматический гранатомёт или противотанковое управляемое оружие.
На бронемашину установлены видеокамеры переднего и заднего обзора с функцией ночного видения и светодиодной подсветкой производства компании «Флир системз», а также инфракрасный прицел. Информация с камер выводится на три дисплея: один для механика-водителя, один для командира и ещё один для пехотинцев, на бронемашины установлены системы GPS.

## Вооружение
Установка с 7,62-мм пулемётом Garwood Industries M134G.
Привод поворота блока стволов — внешний или от набегающего потока воздуха. Скорострельность регулируется реостатом электропривода и варьируется от 300 до 6000 выстрелов в минуту. Масса установки — 22,7 кг без учёта систем боепитания. Используемый боеприпас — патрон 7,62 НАТО. Питание патронами может осуществляться из стандартной рассыпной ленты или при помощи механизма беззвеньевой подачи патронов. В первом случае на пулемет ставится специальный механизм «delinker», осуществляющий извлечение патронов из ленты перед их подачей в пулемет. Лента подается к пулемету через специальный металлический гибкий рукав от коробов, имеющих типовую ёмкость от 1500 (полный вес 58 кг) до 4500 (полный вес 134 кг) патронов.

## Броня
Бронирование в соответствии с требованиями 3-го уровня STANAG,
- противопульная защита: пуля бронебойная Bofors Carl Gustaf FFV, другое обозначение AP M993[8] (сердечник WC) патрона 7,62 мм x 51 на дистанции 30 метров при скорости встречи 930 м/с
  - угол (направление) подхода пули: 360° (кругом)
- противоосколочная защита: подрыв 155 мм осколочно-фугасного снаряда на дистанции 80 м
- противоминная защита: подрыв противотанковой мины фугасного действия (масса заряда 6 кг ВВ):

## Модификации
- Didgori-1 — Экипаж 8+1 (пулемётчик), V-образный
- Didgori-2 — Экипаж 6+3 (пулемётчик).

- Дидгори управления и связи — 28 января 2014 года на презентации в Тбилиси были представлены две машины
- Дидгори с ракетным модулем — один демонстрационный образец представлен 26 мая 2015 года на выставке в Тбилиси

- Didgori-3 — модель 2010 года, впервые представлена в мае 2012 года[11]
- Дидгори Медэвак — Бронированная медицинская машина (БММ)

## Эксплуатанты
- Грузия:
  - Сухопутные войска Грузии — 30 по состоянию на 2011 год